# Katharina Knie (peça)

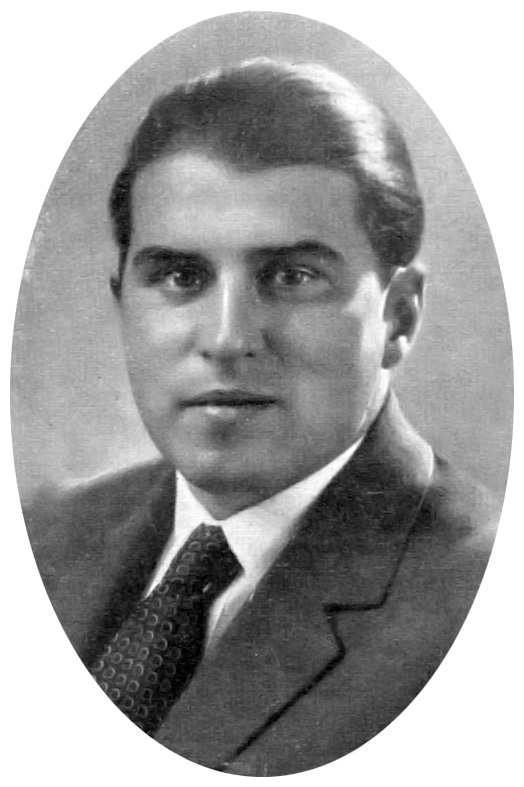
Carl Zuckmayer

Katharina Knie é uma peça de 1928, do escritor alemão Carl Zuckmayer. Foi realizado pela primeira vez em 20 de dezembro de 1928, no Lessing Theater (Teatro Lessing), em Berlim, estrelado por  Elisabeth Lennartz e Albert Bassermann.

## Adaptações
- Em 1929, a peça baseou o filme mudo Katharina Knie, dirigido por Karl Grune.
- Em 1957, a peça serviu de base para o musical Katharina Knie, composta por Mischa Spoliansky, com libreto de Robert Gilbert.
- Também foi adaptado para dois filmes para televisão, lançados em 1964 e 1973.